# 舍柳吉
46°33′24″N 35°13′45″E / 46.55667°N 35.22917°E
舍柳吉（烏克蘭語：Шелюги）是位於烏克蘭東南部的村莊，由扎波羅熱州梅利托波爾區的亞基米夫卡市鎮負責管轄。該村始建於1873年，面積8.24平方公里，海拔高度13米，2001年人口1,362，人口密度每平方公里165.3人。

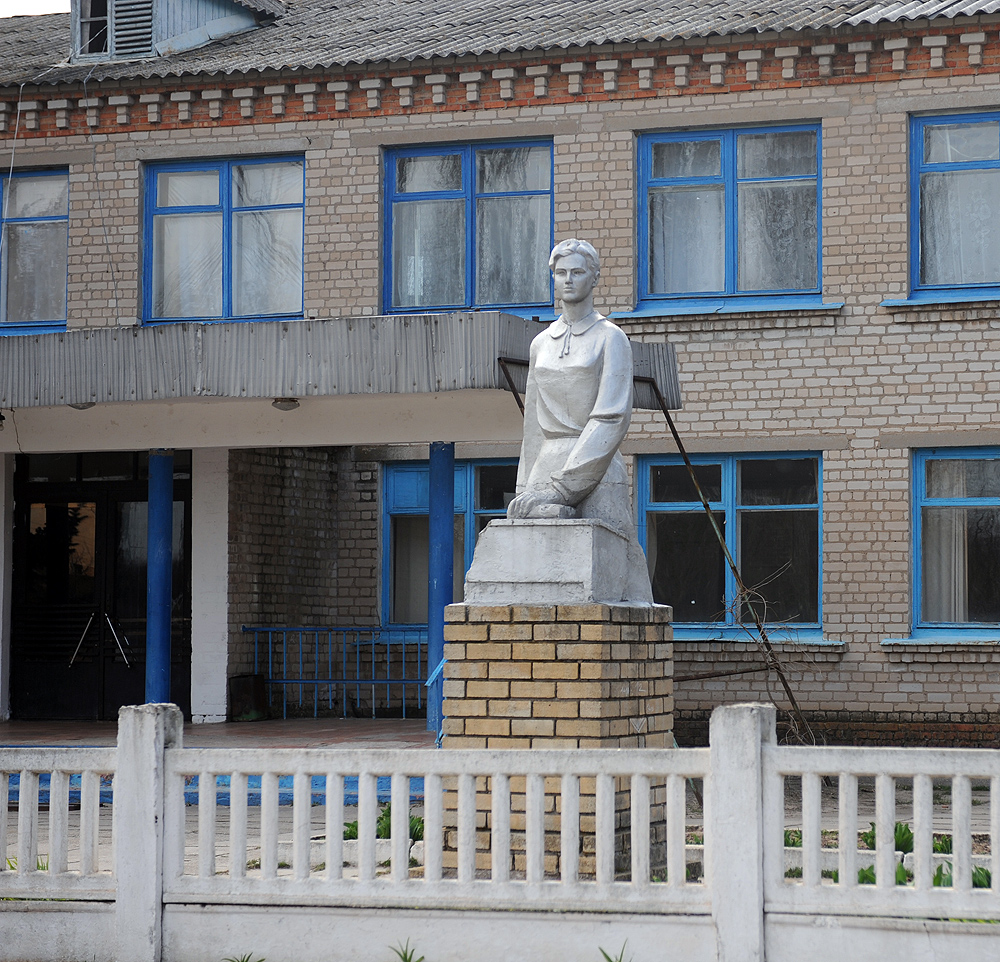